# 1969 en sport automobile
Chronologie du Sport automobile
1968 en sport automobile - 1969 en sport automobile - 1970 en sport automobile

## Les faits marquants de l'année1969enSport automobile
- Jackie Stewart remporte le Championnat du monde de Formule 1 au volant d'une Matra-Ford.

## Par mois

### Mars
- 1er mars : Grand Prix automobile d'Afrique du Sud.
- 16 mars : Race of champions
- 30 mars : BRDC International Trophy

### Avril
- 3 avril : victoire de Bobby Isaac lors de la Columbia 200 à Columbia en NASCAR Grand National.

### Mai
- 4 mai (Formule 1) : Grand Prix automobile d'Espagne.
- 18 mai (Formule 1) : Grand Prix automobile de Monaco.
- 30 mai : 500 miles d'Indianapolis

### Juin
- 14 juin : départ de la trente-septième édition des 24 Heures du Mans.
- 15 juin (Sport automobile) : victoire de Jacky Ickx et Jackie Oliver aux 24 Heures du Mans.
- 21 juin (Formule 1) : Grand Prix automobile des Pays-Bas.

### Juillet
- 6 juillet (Formule 1) : victoire du britannique Jackie Stewart sur une Matra-Ford au Grand Prix automobile de France.
- 19 juillet (Formule 1) : Grand Prix automobile de Grande-Bretagne.

### Août
- 3 août (Formule 1) : Grand Prix automobile d'Allemagne.

### Septembre
- 7 septembre (Formule 1) : Grand Prix automobile d'Italie
- 20 septembre (Formule 1) : Grand Prix automobile du Canada.

### Octobre
- 5 octobre (Formule 1) : Grand Prix automobile des États-Unis.
- 19 octobre (Formule 1) : Grand Prix automobile du Mexique.

## Naissances
- 3 janvier : Michael Schumacher, pilote automobile allemand, sept fois champion du monde de Formule 1 (1994, 1995, 2000, 2001, 2002, 2003 et 2004).
- 13 février : Frédéric Sausset, chef d’entreprise français, pilote automobile amateur, quadruple-amputé à la suite d’un accident bactériologique, connu pour avoir participé aux 24 Heures du Mans 2016.
- 28 février : Butch Leitzinger, pilote automobile américain.
- 7 mars : Hideki Noda, pilote automobile japonais
- 21 mai : Federico Villagra, pilote de rallye.
- 23 mai : Laurent Aiello, pilote de course français.
- 20 juin : Joan Vinyes Dabad, pilote  de rallyes, de courses de côtes, et sur circuits andorran.
- 21 juillet : Klaus Graf, pilote automobile allemand.
- 25 juillet : Guillaume Gomez,  pilote automobile français.
- 3 septembre : Jörg Müller, pilote automobile allemand.
- 19 octobre : Janusz Kulig, pilote  de rallye polonais.  († 13 février 2004).
- 3 novembre : Fabio Babini, pilote automobile italien.
- 18 décembre : Christophe Tinseau, pilote automobile français.
- 27 décembre : Jean-Christophe Boullion, pilote automobile français.
- 30 décembre : Emmanuel Clérico, pilote automobile français.

## Décès
- 30 mars : Lucien Bianchi, 34 ans, pilote automobile Belge. (° 10 novembre 1934).
- 26 mai : Paul Hawkins, 31 ans, pilote de course automobile australien. (° 12 octobre 1937).
- 26 juillet : Léon Dernier, pilote automobile belge (° 1er avril 1912 ).
- 27 juillet : Moisés Solana, coureur automobile mexicain. (°26 décembre 1933).